# لیندزی پالسیفر
لیندزی پالسیفر (انگلیسی: Lindsay Pulsipher؛ زادهٔ ۶ مهٔ ۱۹۸۲) یک هنرپیشه اهل ایالات متحده آمریکا است.
از فیلم‌ها یا برنامه‌های تلویزیونی که وی در آن نقش داشته است می‌توان به انقلاب تابستانی اشاره کرد.